# Groslée

Groslée este o comună în departamentul Ain din estul Franței.